# Oeste Futebol Clube
L'Oeste Futebol Clube, noto anche semplicemente come Oeste, è una società calcistica brasiliana con sede nella città di Barueri, nello stato di San Paolo.

## Storia
Il club è stato fondato il 25 gennaio 1921 da due fratelli di Rio de Janeiro. Uno tifava Flamengo, mentre l'altro Fluminense. Una partita di allenamento contro un club amatoriale del comune di Fazenda Itaquerê fu organizzata per decidere se il club si sarebbe chiamato Flamengo o Fluminense. In caso di vittoria, il club si sarebbe chiamato Flamengo, mentre in caso di sconfitta si sarebbe chiamato Fluminense. Il club ha battuto gli avversari per 3-0, ma ha adottato la denominazione di Oeste Futebol Clube, chiamato così come la regione Centro-Ovest dello stato di San Paolo, mentre per i colori vennero scelti quelli del Flamengo.
Il club ha partecipato alla massima serie del Campionato Paulista per la prima volta nel 2004, dopo aver vinto la Série A2 nella stagione precedente. Il club tornò nella massima serie statale nel 2009, dopo essere stato sconfitto dal Santo André nella finale della Série A2 nel 2008. L'Oeste ha vinto la Série C nel 2012 dopo aver battuto l'Icasa in finale. Nel 2016, ha siglato un accordo di collaborazione con il Grêmio Osasco Audax, secondo classificato del Campionato Paulista 2016, per la Série B 2016, che comprendeva uno scambio di giocatori tra entrambe le squadre e giocare le partite casalinghe allo stadio dell'Audax a Osasco.
Nel 2017, l'Oeste si è trasferito definitivamente nella città di Barueri, poiché l'Estádio Municipal dos Amaros non ha potuto ospitare partite di Série B a causa dei suoi limiti, e il comune di Itápolis, proprietario dello stadio, non è riuscito a raggiungere un accordo con il club.

## Palmarès

### Competizioni nazionali
- Campeonato Brasileiro Série C: 1

2012

### Competizioni statali
- Campeonato Paulista Série A2: 1

2003
- Campeonato Paulista Série A3: 2

1992, 2002
- Campeonato Paulista Segunda Divisão: 1

1998
- Campeonato Paulista Série B2: 1

1997

### Altri piazzamenti
- Campionato paulista:

Semifinalista: 2010

## Organico

### Rosa 2020
| N. |                    | Ruolo | Calciatore      |
| -- | ------------------ | ----- | --------------- |
|    | Brasile (bandiera) | P     | Caíque França   |
|    | Brasile (bandiera) | P     | Felipe Lacerda  |
|    | Brasile (bandiera) | P     | Glauco          |
|    | Brasile (bandiera) | P     | Luiz            |
|    | Brasile (bandiera) | D     | André Vinícius  |
|    | Brasile (bandiera) | D     | Bruno Bispo     |
|    | Brasile (bandiera) | D     | Lídio           |
|    | Brasile (bandiera) | D     | Matheus Dantas  |
|    | Brasile (bandiera) | D     | Renan Fonseca   |
|    | Brasile (bandiera) | D     | Sidimar         |
|    | Brasile (bandiera) | D     | Biel            |
|    | Brasile (bandiera) | D     | Caetano         |
|    | Brasile (bandiera) | D     | Éder Sciola     |
|    | Brasile (bandiera) | D     | Matheus Rocha   |
|    | Brasile (bandiera) | D     | Gustavo Salomão |
|    | Brasile (bandiera) | D     | Rael            |
|    | Brasile (bandiera) | C     | Betinho         |
|    | Brasile (bandiera) | C     | Caio            |

| N. |                    | Ruolo | Calciatore      |
| -- | ------------------ | ----- | --------------- |
|    | Brasile (bandiera) | C     | Bonilha         |
|    | Brasile (bandiera) | C     | Diogo Freitas   |
|    | Brasile (bandiera) | C     | Fabrício Oya    |
|    | Brasile (bandiera) | C     | Kauã            |
|    | Brasile (bandiera) | C     | Marlon          |
|    | Brasile (bandiera) | C     | Mazinho         |
|    | Brasile (bandiera) | C     | Tite            |
|    | Brasile (bandiera) | C     | Yuri            |
|    | Brasile (bandiera) | A     | Bruno Alves     |
|    | Brasile (bandiera) | A     | Bruno Gonçalves |
|    | Brasile (bandiera) | A     | Bruno Lopes     |
|    | Brasile (bandiera) | A     | Bruno Paraíba   |
|    | Brasile (bandiera) | A     | De Paula        |
|    | Brasile (bandiera) | A     | Jô              |
|    | Brasile (bandiera) | A     | Luan            |
|    | Brasile (bandiera) | A     | Reifit          |
|    | Brasile (bandiera) | A     | Welliton        |